# 康蒂伊
康蒂伊（法語：Quantilly，法語發音：[kɑ̃tiji]）是法国谢尔省的一个市镇，位于该省中部偏北，属于布尔日区。

## 地理
康蒂伊（47°13'27"N, 2°26'41"E）面积12.69 平方千米，位于法国中央-卢瓦尔河谷大区谢尔省，该省份为法国中部省份，北起卢瓦雷省，西接卢瓦-谢尔省和安德尔省，南至克勒兹省，东南接阿列省，东临涅夫勒省。
与康蒂伊接壤的市镇（或旧市镇、城区）包括：阿谢尔、梅讷图萨隆、穆隆河畔圣乔治、圣马丹多克西尼、圣帕莱、维纽苏莱赛克斯。

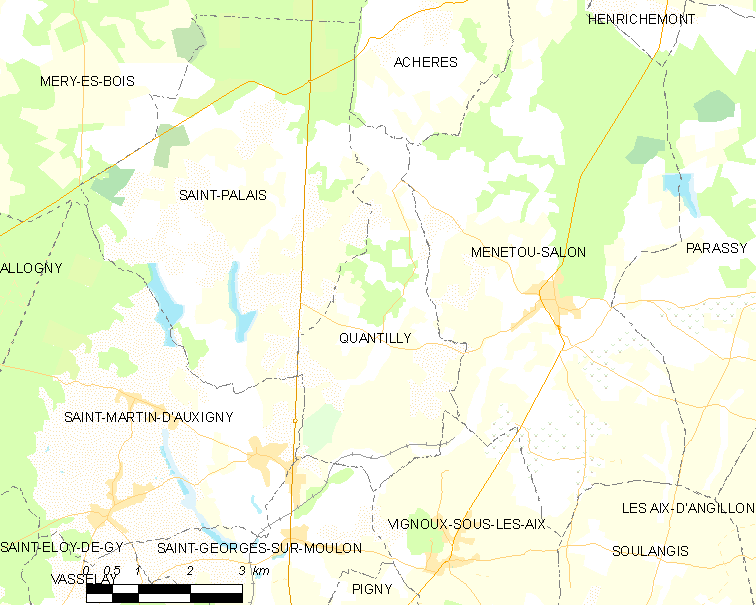
康蒂伊的OSM定位图

康蒂伊的时区为UTC+01:00、UTC+02:00（夏令时）。

## 行政
康蒂伊的邮政编码为18110，INSEE市镇编码为18189。

## 政治
康蒂伊所属的省级选区为圣马丹多克西尼县。

## 人口

1962-2008年间康蒂伊人口变化图示

康蒂伊于2022年1月1日时的人口数量为481人。